# Frangepán IV. György
Frangepán IV. György (horvátul: Juraj IV. Frankopan, latinul: Georgius de Frangepanibus, 1620. körül – Károlyváros, 1661. február 13.) a Frangepán családból származó horvát főnemes, terzsáci gróf, hadvezér, Horvátország és a Tengermellék főkapitány helyettese, királyi főudvarmester. Nagy műveltségű főúr volt, aki jártas volt a zenében, festészetben, szobrászatban, és a hadi épitészetben is.

## Családja
Frangepán II. Farkas Kristóf terzsáci gróf és második felesége, Inhofer Orsolya grófnő fia. Apjának négy felesége volt. Az első feleségtől Beriszló Borbálától született Gáspár ogulini kapitány. Második feleségétől Ignozer Orsolyától született György, aki királyi főudvarmester lett, valamint Anna Katalin, aki Zrínyi Péterhez ment feleségül. Harmadik feleségétől, Paradeyser Máriától született Frangepán Ferenc Kristóf, a család utolsó férfi sarja, akit 1671-ben Bécsújhelyen felségárulásért kivégeztek. Györgynek feleségétől, Forgách Zsófiától két lánya született, Mária és Julianna. Mária már fiatalon meghalt, Julianna pedig 1668. július 22-én Ernest von Abensperg und Traun grófhoz ment férjhez. Miután első féjre 1685-ben elhunyt, 1691-ben Johann Wilhelm von Attems grófhoz ment feleségül. 1693-ban hunyt el. 

## Élete
Apjával kiskorától fogva harcoltak a törökök ellen. Ő és testvére II. Gáspár 1647-ben bekövetkezett halála után nagybátyjuk, IX. Miklós birtokait örökölték. 1652 őszén Györgyöt Horvátország és a tengermelléki régió algenerálisává, Herbert Auersperg generális helyettesévé és Zsumberk kapitányává nevezték ki. Ebben az időben okleveleit királyi tanácsadóként és kamarásként, valamint Vražić, Tounj és Turanj kapitányaként írta alá.  1656-ban Turanj alatt legyőzött egy nagyobb török sereget. A győzelem tiszteletére száz dukátot adományozott a novi pálosoknak a kolostor és a templom javítására, és nagybátyja, IX. Miklós hagyatékából elkezdett nekik járadékot fizetni, de a teljes összeget nem adta át. 1657. július 13-án a betelepülők által lakott földek eladásáról és négy évre való katonai zsoldjukról szóló szerződéskötéssel zárta le a vlachoknak a Frangepán birtokokra történő betelepítéséről, illetve a Frangepán uralomból való kizárásáról és a krajnai katonai parancsnokoknak való alárendeltségükről szóló családi vitákat. I. Lipót király ezt a szerződést 1659-ban megerősítette. Még 1658-ban kilencven vlach családot telepített a török területről Otocsán környékére. Apjához hasonlóan a ferencesek tisztelője volt, akiknek 1657-ben átadta a károlyvárosi plébániát. 1654-ben támogató okiratot adott ki a rend számára, amelynek szerzeteseit horvát és német nyelvű prédikátornak ajánlotta. Építészettel is foglalkozott. Ő irányította a krajinai terület építkezéseit. 1660-ból maradt fenn Otocsánt ábrázoló tervrajza. Zenével, festészettel és szobrászattal is foglalkozott. 1660-ban latin nyelvű iskolát (gimnáziumot) szándékozott létesíteni Károlyvárosban, de nem járt sikerrel. A zágrábi Angyali üdvözlet Testvériség elöljárója volt. A zágrábi székesegyházban nyugszik.